# Šroubový uzávěr

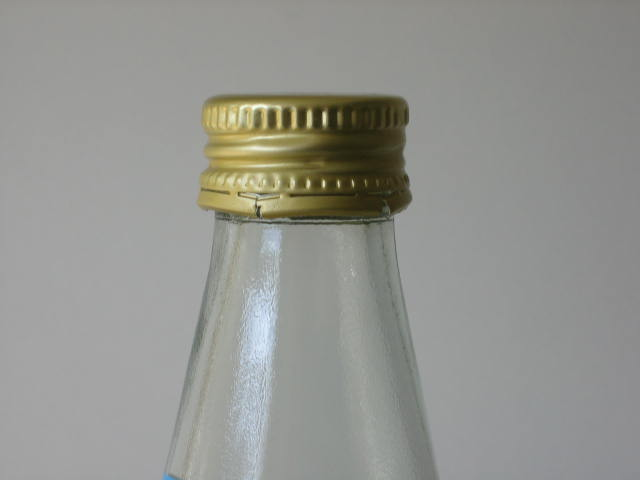
Šroubovým uzávěrem zavřená láhev ovocné šťávy

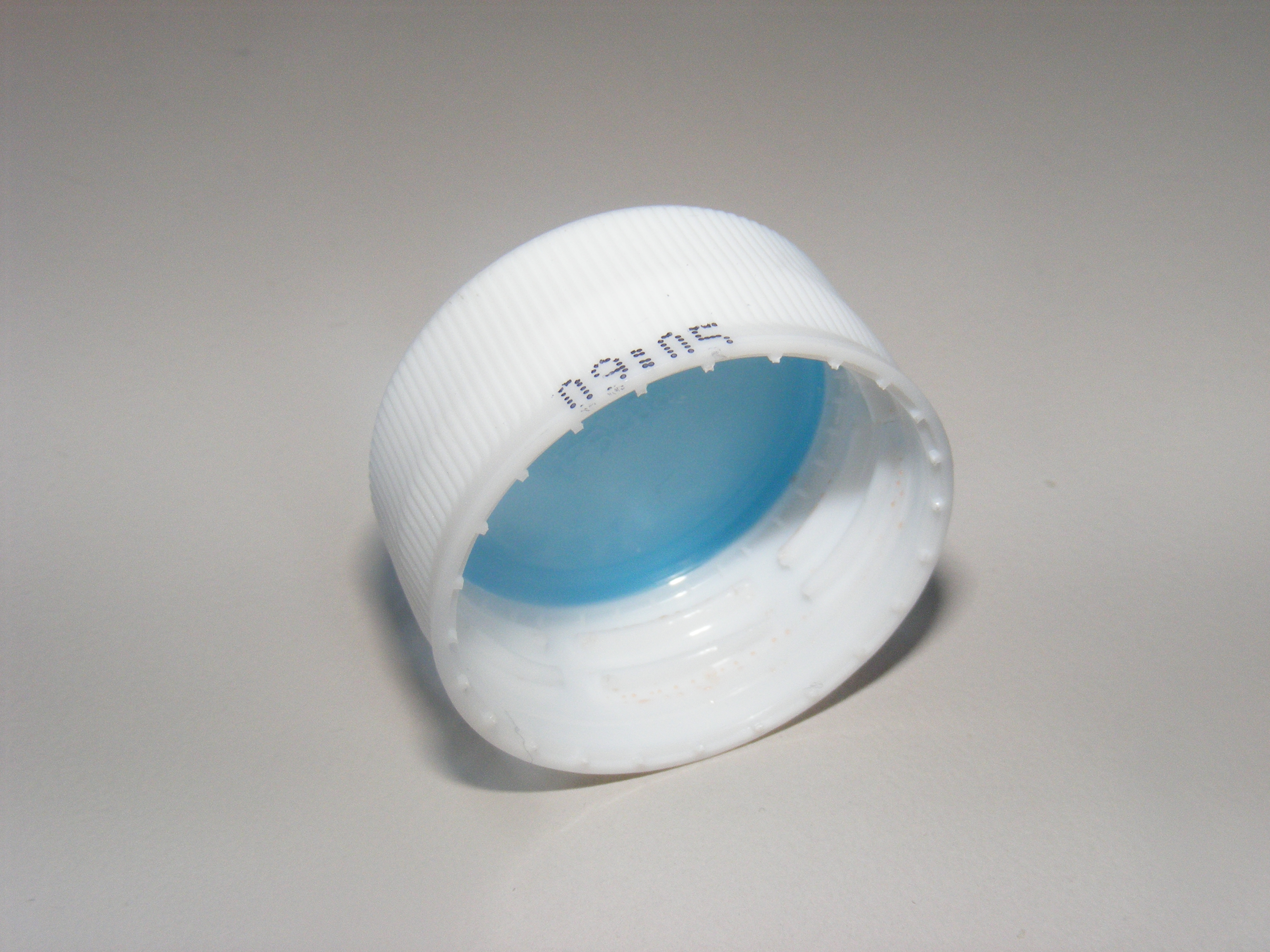
Uzávěr PET lahve

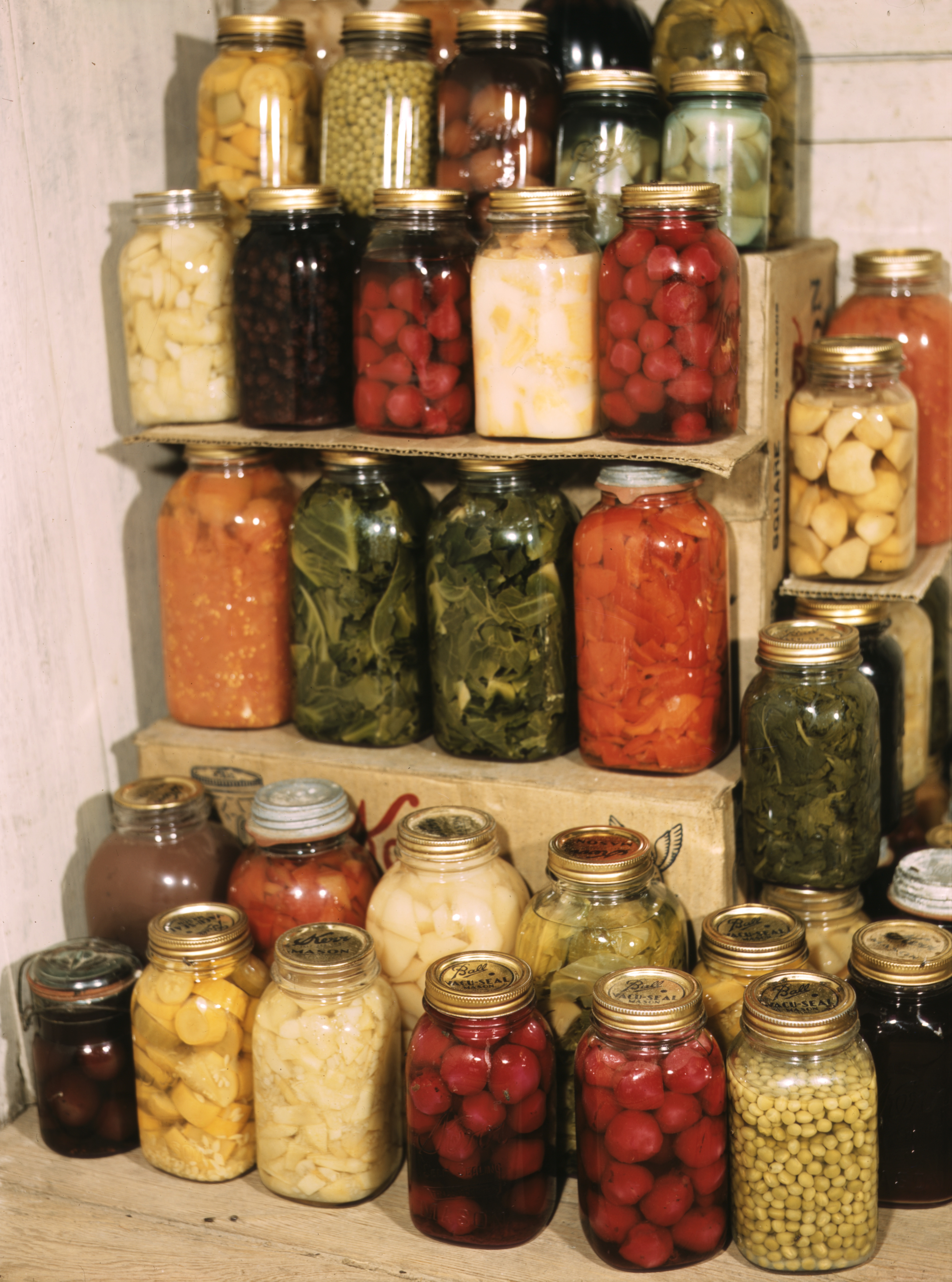
Kompoty v zavařovacích sklenicích

Šroubový uzávěr slouží ke vzduchotěsnému uzavírání obalů jako jsou tuby, plastové dózy, konzervové sklenice a nápojové láhve. K otevření obalů s tímto uzávěrem není třeba nástroj a obal je možné uzavírat opakovaně.

## Výroba uzávěrů
Šroubový uzávěr bývá vyroben nejčastěji z plastu (například PE nebo PP) nebo jako kovová čepička (hliníková) s vloženým nebo vlepeným těsněním. Při výrobě se kovový polotovar čepičky z tenkého plechu nasadí na hrdlo lahve a přelisováním se vytvaruje závit. Jako těsnění se použije PE, PVC nebo cínová fólie.

## Uzávěry pro lahve s potravinami

### Víno
Tradičně se do lahví se šroubovým uzávěrem plnila jen levná vína. Přesto se lahve se šroubovými uzávěry prosazují i pro kvalitní vína. Levné varianty šroubových uzávěrů mají zatím vyšší propustnost pro kyslík oproti uzávěrům z přírodního korku a nehodí se proto ke skladování hodnotných vín. Na australském a švýcarském trhu se pro kvalitní vína prosadily šroubové uzávěry s těsněním z polyvinylidenchloridu, potaženého cínovou vrstvou. Takové těsnění má extrémně nízkou propustnost pro kyslík. Ve světě se tento typ uzávěrů prosadil zvláště u australských a novozélandských vín. V Evropě se používání šroubových uzávěrů prosadilo ve Švýcarsku a Německu.

### Pivo
Na konci osmdesátých let minulého století přišel do módy opakovaně uzavíratelný třmenový uzávěr pro pivní lahve. Následně se prosadil i šroubový uzávěr pivních lahví jako pohodlná a efektivní varianta ke korunkovým uzávěrům.

### PET-lahve
Plastové šroubové uzávěry pro PET-lahve označované jako víčka (na Moravě někdy vršky) jsou vyráběny z materiálu HD-PE. Kontroverzním společenským fenoménem byl sběr víček pro charitativní účely.

## Další typy šroubových uzávěrů
- Nápojové kartony na ovocné džusy, protlaky a mléčné nápoje mohou být uzavřeny obdobnými uzávěry jako PET-lahve.
- Zavařovací sklenice pro nakládanou zeleninu, ovoce a hotová jídla mohou být uzavřeny širokým uzávěrem z lakovaného plechu. Uzávěr je těsněn zevnitř naneseným proužkem plastu. Zde je použit takzvaný vícechodý závit, k otevření stačí pootočit o čtvrt otáčky.